# Comitè Olímpic Hel·lè
El Comitè Olímpic Hel·lè (en grec Ελληνική Ολυμπιακή Επιτροπή) (Codi COI: HOC) és l’organització que gestiona la participació de Grècia als Jocs Olímpics i a altres esdeveniments. La seva seu està situada a l’àrea metropolitana d’Atenes.

## Història
La història del Comitè comença el 24 de novembre de 1894 d'acord amb el calendari julià, quan el príncep Constantí va inaugurar la primera sessió amb la intenció de preparar la celebració dels primers Jocs Olímpics de l'era moderna; els Jocs Olímpics d'estiu de 1896. La seva data fundacional el fa ser el segon Comitè Olímpic Nacional més antic del món, sols pel darrere del Comitè Olímpic Francès, creat a la tardor del mateix any. Va ser reconegut pel Comitè Olímpic Internacional el 1895.
Després de l'èxit dels Jocs Olímpics de 1896, el govern grec va redactar una llei de l'esport que donava potestat al Comitè Olímpic Hel·lè per a l'organització dels Jocs Panhel·lènics moderns i els Jocs Olímpics, així com per a gestionar l'estadi Panathinaikó i per a seleccionar als futurs esportistes olímpics que representarien la nació. Aquesta llei va entrar en vigor el 10 de juliol de 1899.

Encesa de la flama olímpica a Olímpia.

El Comitè va organitzar el primer relleu de la torxa olímpica amb el consell del professor Carl Diem. Aquesta ruta va començar a Olímpia i va finalitzar a Berlín, seu dels Jocs Olímpics d'estiu de 1936. Des de llavors, organitza totes les cerimònies d'encesa de la flama olímpica per als Jocs Olímpics d'estiu i els d'hivern.
Des del 1951 el Comitè Olímpic Hel·lè és una de les entitats més destacades en l'organització dels Jocs Mediterranis, celebrats per primera vegada a Alexandria (Egipte).

### Presidents del Comitè Olímpic Hel·lè
| Etapa       | Nom                                        |
| ----------- | ------------------------------------------ |
| 1814-1912   | Constantí I de Grècia (com a príncep)      |
| 1913        | Constantí I de Grècia                      |
| 1914 -1917  | Jordi II de Grècia (com a príncep)         |
| 1922 - 1923 | Jordi II de Grècia                         |
| 1924 - 1930 | George M. Averoff                          |
| 1930 - 1936 | Ioannis Drosopoulos                        |
| 1936 - 1940 | Pau I de Grècia (com a príncep)            |
| 1948 - 1952 | Pau I de Grècia                            |
| 1953 - 1954 | Konstantinos Georgakopoulos Ioanis Ketseas |
| 1955 - 1964 | Constantí II de Grècia (com a príncep)     |
| 1965 - 1968 | Irene de Grècia                            |
| 1969 - 1973 | Theodosios Papathanasiadis                 |
| 1973 - 1974 | Spyridon Vellianitis                       |
| 1974 - 1976 | Apostolos Nikolaidis                       |
| 1976 - 1983 | George Athanasiadis                        |
| 1983 - 1984 | Angelos Lempesi                            |
| 1985 - 1992 | Lampis Nikolaou                            |
| 1993 - 1996 | Antonios Tzikas                            |
| 1997 - 2004 | Lampis Nikolaou                            |
| 2004 - 2009 | Minos Kyriakou                             |
| 2009 -      | Spyros Kapralos                            |